# Boggle
Pour le jeu sur PC, voir Boggle (jeu vidéo).
Boggle est un jeu de lettres conçu par Alan Turoff et déposé par Parker Brothers / Hasbro, Inc.

## Règles
Le jeu commence par le mélange d'un plateau (carré) de 16 dés à 6 faces, généralement en le secouant. Chaque dé possède une lettre différente sur chacune de ses faces. Les dés sont rangés sur le plateau 4 par 4, et seule leur face supérieure est visible. Après cette opération, un compte à rebours de 3 minutes est lancé et tous les joueurs commencent à jouer.
Chaque joueur cherche des mots pouvant être formés à partir de lettres adjacentes du plateau. Par « adjacentes », il est sous-entendu horizontalement, verticalement, ou en diagonale. Les mots doivent être de 3 lettres au minimum, peuvent être au singulier ou au pluriel, conjugués ou non, mais ne doivent pas utiliser plusieurs fois le même dé pour le même mot. Les joueurs écrivent tous les mots qu'ils ont trouvés sur leur feuille personnelle. Après les 3 minutes de recherche, les joueurs doivent arrêter d'écrire et le jeu entre dans la phase de calcul des points.
Il est possible qu'un dé possède deux lettres. La lettre Q est très souvent utilisée avec la lettre U. Et si un Q apparaît sur le plateau, il faudrait qu'il apparaisse à côté d'un U pour être utilisé. Pour avoir une chance d'utiliser plus fréquemment la lettre Q, « Qu » est donnée comme une lettre unique. Cependant « Qu » compte pour 2 lettres : le mot « quota » rapportera 2 points (pour un mot de 5 lettres) mais est formé de 4 dés seulement sur le plateau de jeu. Cependant deux versions du jeu coexistent, l'une avec la double lettre QU, l'autre sans.
Dans la version « internationale » du jeu, les 16 dés sont les suivants :
- E, T, U, K, N, O ;
- E, V, G, T, I, N ;
- D, E, C, A, M, P ;
- I, E, L, R, U, W ;
- E, H, I, F, S, E ;
- R, E, C, A, L, S ;
- E, N, T, D, O, S ;
- O, F, X, R, I, A ;
- N, A, V, E, D, Z ;
- E, I, O, A, T, A ;
- G, L, E, N, Y, U ;
- B, M, A, Q, J, O ;
- T, L, I, B, R, A ;
- S, P, U, L, T, E ;
- A, I, M, S, O, R ;
- E, N, H, R, I, S.

Lors du calcul des points, chaque joueur lit à haute voix les mots trouvés. Si deux joueurs ou plus ont trouvé le même mot, il est rayé des listes le contenant. Tous les joueurs doivent vérifier la validité d'un mot. Un dictionnaire est utilisé pour accepter ou refuser un mot (c'est souvent le dictionnaire du Scrabble (ODS)). Après avoir éliminé les mots communs aux listes des joueurs, les points sont attribués suivant la taille des mots trouvés. Le gagnant est le joueur ayant le plus grand nombre de points.
| Taille du mot | Points |
| ------------- | ------ |
| 3             | 1      |
| 4             | 1      |
| 5             | 2      |
| 6             | 3      |
| 7             | 5      |
| 8+            | 11     |

## Variantes
Un grand nombre de versions et de variantes existent pour ordinateurs (sous forme de logiciels classiques ou de pages web). De plus, Parker Brothers a introduit de nombreuses variantes. En 2006, seul Boggle Junior et Travel Boggle sont toujours fabriqués en Amérique du Nord en plus de la version standard. Boggle Junior est une version simplifiée pour les jeunes enfants. Travel Boggle est une version de voyage de taille standard de 4x4. Dans la boîte sont inclus des stylos et des petits calepins, un chronomètre électronique, et un couvercle de plastique souple, moins bruyant lorsque les dés sont mélangés.
Big Boggle, plus tard commercialisé sous le nom de Boggle Master ou Boggle Deluxe, fut probablement le plus gros succès commercial des variantes de Boggle, version du jeu également créé par Parker Brothers. Un plateau de 5x5 fait place au classique 4x4 et les mots de trois lettres ne sont plus autorisés. Certaines éditions de Big Boggle contiennent une grille classique avec un système permettant de l'agrandir en une grille de 5x5. Au Royaume-Uni, Hasbro UK commercialise encore en 2009 une version Super Boggle, composé de 2 grilles (4x4 et 5x5) et d'un chronomètre électronique qui indique le début et la fin de la manche. Malgré le succès du jeu en Amérique du Nord, aucune version de Boggle avec une grille de 5x5 n'est commercialisée ailleurs qu'en Europe.
Il existe d'autres présentations plus ou moins vieilles de Boggle :
- une version de taille standard qui comporte un dé rouge spécial (Red Boggle challenge cube) qui comporte six lettres « rares ». Des points bonus sont donnés pour tous les mots utilisant ce dé ;

- Boggle CDROM, jeu PC pour Windows, créé et commercialisé par Hasbro Interactive, comportant les versions 4x4 et 5x5, des versions en 3D, et autres fonctionnalités permettant le jeu jusqu'à 4 joueurs sur Internet ;

- Body Boggle, qui est plus proche du jeu Twister que de la version standard de Boggle. Deux joueurs coopèrent, utilisant leurs pieds et leurs mains pour épeler un mot sur un grand tapis de sol sur lequel sont imprimés les lettres ;

- Boggle Bowl, similaire au Scrabble car les joueurs doivent former des mots en plaçant des lettres (en forme de tuile) sur un plateau de jeu en forme de cuvette ;

- Boggle était aussi un jeu télévisé présenté par Wink Martindale, diffusé par The Family Channel (ABC Family en 2009) sur le câble américain en remplacement de leur version télévisée du Trivial Pursuit.

Aux Philippines, un jeu similaire a été commercialisé pour la première fois en 1978, il s'appelle Word Factory (« Fabrique de mots »). Le jeu a été conçu aux Philippines, est toujours fabriqué et commercialisé par les fabricants de jeux locaux. La différence avec Boggle est que la grille à une taille de 5x5 cases et que le dé est en plastique à la place d'être en bois.

## Jeux vidéo

### Logiciels PC et console
Sur ordinateur, il existe des jeux aux règles similaires sous les noms de Joggle, Boggler.

### Jeux en ligne
- B@ggle, offrant la possibilité de jouer des grilles de 25 lettres (5 par 5)
- Massive Boggle, hors-ligne depuis 2018, jeu de Boggle multijoueur proche du jeu originel et reprenant son système de points, existe depuis 2008. Les parties durent 3 minutes et se jouent au clavier.
- Zigmo, hébergé par TV5Monde, est un jeu similaire.

### Applications pour smartphone (années 2010)
Sur iPhone, le jeu est disponible depuis le 30 août 2009. Il s'agit d'une application payante. Plusieurs reproches portent sur le dictionnaire embarqué qui refuse certains mots à connotations raciste (RACE, NEGRE...), explicite (SODOMIE, PUTE, ENCULER), voire à connotation très vaguement sexuelle (CHAUD, TETER, PORC...), et même sans vraiment de connotation (BALLE, BAVEUR, CORRIDA, DENTER, FAGOT, REBRANCHAIENT, etc.). La liste complète des 9255 mots absents de l'application mais présents dans le dictionnaire officiel du Scrabble a été publiée ici. Au prix d'un jailbreak, il est cependant possible de remplacer le dictionnaire d'origine par un dictionnaire plus complet.
D'autres applications existent dont, depuis avril 2011 App Store - XoLettres (payante et moins esthétique que la première application, mais ne refuse aucun mot dit sensible) qui permet de jouer à deux par SMS (payants), ou Mot à Mot (gratuite et basée sur l'ODS 5) qui permet de défier des utilisateurs par mail ou de jouer à deux en temps réel via le réseau.
Sur Android, BoggleDroid (développé par Garbage Collectors TM) reprend le jeu avec un mode Challenge permettant de jouer indirectement avec d'autres joueurs.

Les applications encore en ligne en 2019 sont les suivantes : Ruzzle (Mag Interactive), Wordament (Microsoft), Pêle Mots (ECRU), Boggle entre amis (Zynga), Motaku
- Ruzzle : jeux à succès (70 millions de téléchargements selon l'éditeur) sorti en 2012, il inclut à ses grilles des bonus rappelant le Scrabble (lettre ou mot compte double ou triple). Il se pratique en 1 contre 1, un match étant composé de trois manches de 2 minutes. Les grilles comptent au minimum 200 mots à trouver et sans limite haute peuvent monter exceptionnellement à plus de 500 mots. Son dictionnaire de référence est l'ODS version 6 (2012)
- Wordament : édité en 2011 et réédité en 2017 dans le pack "Microsoft Ultimate Word Games". Jeu multijoueur, chaque partie de 2 minutes donne lieu à un classement des joueurs selon leur nombre de points. Des parties spéciales sont régulièrement distribuées (jeu rapide, digramme, lettre chère, thème, l'un ou l'autre), avec des grilles qui sauf exception comptent de 150 à 400 mots possibles. Ne se basant pas sur l'ODS, Wordament accepte de nombreux mots refusés par les autres jeux, et inversement.
- Pêle Mots : similaire à Wordament, ses grilles offrent moins de mots à trouver (de 80 à 200 environ, selon les parties) mais sont construites de façon à toujours admettre au moins un long mot (8 à 15 lettres) plus ou moins déclinable par conjugaison ou accord.
- Boggle entre amis : similaire au précédent, avec d'autres bonus de diverses natures. Il est disponible en français depuis 2017.
- Motaku

Avec la pratique et l'expérience, certains joueurs peuvent parvenir à des scores très élevés (par exemple, trouver près de 200 mots en 2 minutes). Il ne s'agit pas de triche, comme peuvent en témoigner des vidéos mises en lignes par quelques-uns de ces joueurs (par exemple, ici en action Jeff Babiak, le meilleur joueur de Wordament anglophone).

## Jeu en club et tournoi
Bien que Boggle ne soit pas aussi populaire que le Scrabble, quelques clubs ont été créés pour organiser des parties. Contrairement au Scrabble, les règles ne sont pas régies nationalement ou internationalement et il n'y a pas de tournois officiels.

## Statistiques et dénombrement
Pour les versions informatisées de Boggle ne respectant pas les contraintes d'origines du jeu (tirage aléatoire des lettres, sans recours à des dés de seulement 6 faces), il y a 16 cases et chaque case peut prendre 26 valeurs différentes (il s'agit des 26 lettres de l’alphabet). Il y a donc au plus {\displaystyle 26^{16}} (environ {\displaystyle 4,36\times 10^{22}}) grilles différentes. Cela correspond à environ 40 000 milliards de milliards.
Dans la version originale du jeu le calcul du nombre de grille est plus complexe, il y a 16 dés et chaque dé ne peut prendre que 6 valeurs (il s'agit des 6 lettres présentes sur les 6 faces des dés). Il y a donc au maximum {\displaystyle 16!\times 6^{16}} (environ {\displaystyle 5.90\times 10^{25}}) grilles différentes. Le nombre réel est en fait inférieur plus que très inférieur car ici on indique que le nombre de grille avec les dés à 6 faces  serait de l'ordre d'une puissance de 25 alors qu'avec 26 valeurs possibles au dessus pour chaque case on arrive seulement à  l'ordre d'une puissance de 22  on écrit ici que 16 dés à 6 faces donnent plus de 1000 fois plus de grilles que "16 dés à 26 faces" c'est absurde   car il faudrait tenir compte des répétitions de lettres (ie : le "E" du premier dé de la liste ci-dessus est indifférentiable du "E" du deuxième dé).
Le score moyen d'une grille est d'environ 195 points (moyenne mesurée sur 200 000 grilles choisies aléatoirement), mais le score peut varier de 0 (aucun mot) à plus de 3 000 points (plus de 600 mots).
Le principe du Boggle se rapporte à la branche des Automates finis en mathématique: en partant d'un des dés sur le plateau, on peut créer un vecteur qui passera sur un des lettres adjacentes et ainsi de suite jusqu’à créer un mot correspondant au vocabulaire de l'univers du jeu (e.g: Français, Anglais, Klingon dans BigBangTheory)